# Canton d'Argenteuil-Est
Le canton d'Argenteuil-Est est une ancienne division administrative française située dans le département du Val-d'Oise et la région Île-de-France.

## Histoire
Le canton est créé par le décret du 22 janvier 1976 (division du canton d'Argenteuil-Nord et du canton de Bezons, qui disparaissent, et du canton d'Argenteuil-Centre, qui demeure.

## Composition
Le canton d'Argenteuil-Est recouvrait l'est de la commune d' Argenteuil. Les 2 autres cantons divisant Argenteuil étaient le canton d'Argenteuil-Ouest et le canton d'Argenteuil-Nord. 

## Administration
| Période | Période           | Identité                      | Étiquette    | Qualité |
| ------- | ----------------- | ----------------------------- | ------------ | --- |
| 1976    | 1988              | Maguy Krivopissko (1922-2000) | PCF          | Ouvrière cartonnière Adjointe au maire d'Argenteuil                                                                                    |
| 1988    | 2001              | Christian Jeudy               | PCF          | Instituteur Conseiller municipal d'Argenteuil                                                                                          |
| 2001    | 2008              | Philippe Métézeau             | RPR puis UMP | Ingénieur Adjoint au maire d'Argenteuil Suppléant du député Georges Mothron                                                            |
| 2008    | 2009 (annulation) | Marie-José Cayzac             | PCF          | Chef d'entreprise Adjointe au maire d'Argenteuil                                                                                       |
| 2009    | 2015              | Philippe Métézeau             | UMP puis PR  | Ingénieur de recherche Conseiller municipal puis adjoint au maire d'Argenteuil (depuis 2014) Elu en 2015 dans le Canton d'Argenteuil-1 |

## Démographie
| 1982 | 1990   | 1999   | 2006   | 2011   | 2012   |
| ---- | ------ | ------ | ------ | ------ | ------ |
| -    | 33 248 | 33 780 | 37 048 | 38 236 | 38 516 |